# Das ist je gewißlich wahr
Das ist je gewißlich wahr (Esta es ahora la verdad del evangelio), TWV 1:183, es una cantata de Georg Philipp Telemann. Debido a una atribución errónea a Johann Sebastian Bach, aparece en Bach-Werke-Verzeichnis (BWV) como BWV 141, pero fue trasladado a Anhang III, el apéndice de obras espurias, en la segunda edición de ese catálogo en la década de 1990.
El libreto de la cantata de Johann Friedrich Helbig se publicó en 1720. Alrededor de 1723, Johann Balthasar König copió el manuscrito y atribuyó su autoría a Telemann. Su falsa atribución a Bach se puede encontrar en algunas de las copias manuscritas producidas en la segunda mitad del siglo XVIII.

## Historia y texto
La cantata se compuso para el tercer domingo de Adviento en 1719 o 1720. El libreto se basa en una lectura de la Primera epístola a Timoteo (1 Timoteo 1:15) (coro de apertura) y un texto de Johann Friedrich Helbig (movimientos 2–4).

## Partitura y estructura
Esta pieza tiene partitura para tres solistas vocales (alto, tenor y bajo), un coro de cuatro partes, dos oboes , dos violines , viola y bajo continuo.
La cantata tiene cuatro movimientos:
1. Coro
2. Aria (tenor)
3. Recitativo (alto)
4. Aria (bajo)

## Recepción
Al aceptar la atribución a Johann Sebastian Bach, Bach Gesellschaft publicó la cantata como su obra en la segunda mitad del siglo XIX (BGA Vol. 30, pp. 1-16). Sin embargo, la atribución a Bach se puso en duda en el Bach-Jahrbuch de 1912. En 1920, Charles Sanford Terry opinó que la cantata era «una de las obras menos agradables de Bach» y citó algunos comentarios anteriores no mucho más favorables de los biógrafos de Bach, como Philipp Spitta, Albert Schweitzer y Hubert Parry.
En la primera edición de 1950 del BWV, a la cantata se le asignó el número 141, pero en ediciones posteriores de ese catálogo, después de que se estableciera la autoría de Telemann, la cantata fue trasladada al Apéndice de obras espurias. En Telemann-Werke-Verzeichnis (TWV), a la cantata se le asignó el número 1:183. Algunos editores continuaron publicando la partitura como una cantata de Bach. La Neue Bach-Ausgabe mencionó la cantata como Telemann en la página 115 del Comentario crítico a la Serie I (Cantatas), Volumen 41 (Varia) en 2000.

## Grabaciones
- Alsfelder Vokalensemble / I Febiarmionici. Apocryphal Bach Cantatas II. Radio Bremen, 2001.